# Elitne enote
Elitne enote (tudi gardne enote v Združenem kraljestvu, ZSSR in državah Varšavskega pakta) so vojaške enote, ki so se izkazale v bojih oz. vojnah in si tako prislužile naziv elitne. V nekaterih državah pa za elitne enote smatrajo tiste z dolgim časom obstoja, neomadeževano vojaško kariero, dobro javno podobo,...
Za razliko od specialnih sil elitne enote niso deležne kakšnega specialističnega urjenja; so izurjene na isti način kot sestrske enote, a po navadi to urjenje poteka dalje in je bolj podrobno. Po navadi pa so elitne enote privilegirane na različne načine: boljše oz. drugače uniforme, boljša oborožitev, višja plača, večje ugodnosti (izhodi iz vojašnice, dopusti,...). V primerjavi z običajnimi enotami pa so pripadniki elitnih enot po navadi podvrženi višjim standardom; po navadi to zajema določena telesna višina in teža, zunanji izgled, splošna izobrazba, v nekaterih primerih pa tudi rasa, predniki,... Elitne enote tako predstavljajo predhodnico celotnih oboroženih sil in jih po navadi uporabljajo za motivacijo lastnih sil oz. za prikaz lastnih sil v tujini: npr. sodelovanje v MOM. 
V smislu socialnega in družbenega razumevanja besede pa elito oboroženih sil predstavljajo častniki. Posebna oblika elitnih enot pa so gardne enote, ki so večinoma namenjene varovanju najvišjih državnih predstavnikov ter predstavljanju lastnih oboroženih sil v okviru državnih proslav.